# Jorăști, Vrancea
Jorăști este un sat în comuna Vânători din județul Vrancea, Moldova, România.

## Obiective turistice
- Plaja Putna -Vânători
- Crângul Căprioara-Petrești
- Parcul Primăriei Vânători
- Biserica "SF. Nicolae"  (datează din 1848)

 Acest articol despre o localitate din județul Vrancea este deocamdată un ciot. Puteți ajuta Wikipedia prin completarea lui.